# Nowyj Gorodok (rejon szczołkowski)
Nowyj Gorodok (ros. Новый Городок) – osiedle w Rosji, w obwodzie moskiewskim, w rejonie szczołkowskim. W 2021 liczyło 5594 mieszkańców.